# Distretto di Tolon-Kumbungu
Il distretto di Tolon-Kumbungu (ufficialmente Tolon/Kumbungu District, in inglese) era un distretto della regione Settentrionale del Ghana.
Soppresso nel 2012 il suo territorio è stato diviso nei distretti di Tolon (capoluogo: Tolon) e Kumbungu (capoluogo: Kumbungu). 